# The Shambles

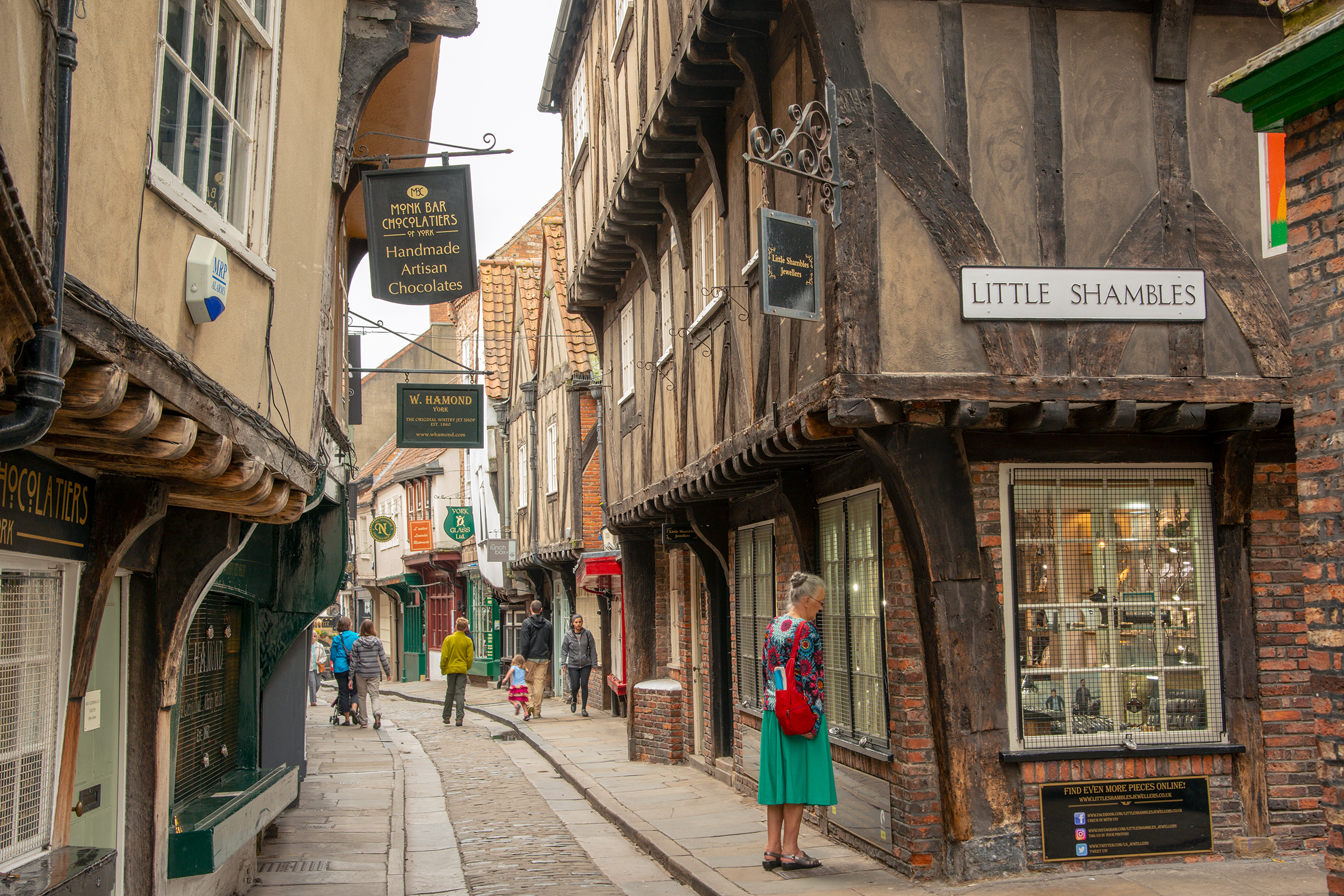

The Shambles is een historische straat in het Engelse York. Langs het straatje staan goed bewaarde middeleeuwse gebouwen, sommige dateren uit de 14de eeuw, andere uit de 15de tot 19de eeuw. Shambles is een oude term voor vleesmarkt; in 1885 waren er nog 31 slagerijen. 